# Red Bull Air Race 2008
Die Red Bull Air Race 2008 Weltmeisterschaft war die 6. Saison einer von der Red Bull Air Race GmbH organisierten Serie von Luftrennen. Zwischen April und November 2008 fanden acht Rennen statt. Die Stationen waren Abu Dhabi (Vereinigte Arabische Emirate), San Diego, Detroit (beide USA), Rotterdam (Niederlande), London (Großbritannien), Budapest (Ungarn), Porto (Portugal) und Perth (Australien). Stockholm (Schweden) wurde abgesagt.
Endstand nach 8 Rennen:
1. Hannes Arch ( Österreich) 61 Punkte
2. Paul Bonhomme ( Vereinigtes Königreich) 54 Punkte
3. Kirby Chambliss ( Vereinigte Staaten) 46 Punkte

Air Race Piloten 2008:
- Hannes Arch ( Österreich)
- Péter Besenyei ( Ungarn)
- Paul Bonhomme ( Vereinigtes Königreich)
- Kirby Chambliss ( Vereinigte Staaten)
- Glen Dell ( Südafrika)
- Michael Goulian ( Vereinigte Staaten)
- Nicolas Ivanoff ( Frankreich)
- Steve Jones ( Vereinigtes Königreich)
- Nigel Lamb ( Vereinigtes Königreich)
- Alejandro Maclean ( Spanien)
- Mike Mangold ( Vereinigte Staaten)
- Sergei Rachmanin ( Russland)

Rennen
| Nr. | Datum        | Rennen    | Sieger          | Zweiter         | Dritter         | Gesamtführender |
| --- | ------------ | --------- | --------------- | --------------- | --------------- | --------------- |
| 01  | 11. April    | Abu Dhabi | Paul Bonhomme   | Hannes Arch     | Mike Mangold    | Paul Bonhomme   |
| 02  | 4. Mai       | San Diego | Paul Bonhomme   | Mike Mangold    | Kirby Chambliss | Paul Bonhomme   |
| 03  | 1. Juni      | Detroit   | Kirby Chambliss | Paul Bonhomme   | Hannes Arch     | Paul Bonhomme   |
| 04  | 20. Juli     | Rotterdam | Paul Bonhomme   | Hannes Arch     | Steve Jones     | Paul Bonhomme   |
| 05  | 3. August    | London    | Kirby Chambliss | Nicolas Ivanoff | Hannes Arch     | Paul Bonhomme   |
| 06  | 20. August   | Budapest  | Hannes Arch     | Steve Jones     | Paul Bonhomme   | Arch & Bonhomme |
| 07  | 7. September | Porto     | Hannes Arch     | Kirby Chambliss | Mike Mangold    | Hannes Arch     |
| 08  | 2. November  | Perth     | Paul Bonhomme   | Nigel Lamb      | Hannes Arch     | Hannes Arch     |